# Megachile luctifera
Megachile luctifera is een vliesvleugelig insect uit de familie Megachilidae. De wetenschappelijke naam van de soort is voor het eerst geldig gepubliceerd in 1841 door Spinola.